# Satira dei mestieri
La Satira dei mestieri, conosciuta anche come gli Insegnamenti di Khety, è un testo letterario composto da un autore anonimo (che probabilmente coincide con il narratore della storia), in egiziano antico, durante il Medio Regno dell'Antico Egitto. Essa fa parte del genere degli "insegnamenti", molto in voga in quel periodo storico. In questo caso particolare, tuttavia, il testo non assume, almeno non nella sua interezza, i tratti altisonanti del genere di appartenenza, ma vira verso il genere satirico-comico.

## Contenuti
La Satira dei mestieri riporta la conversazione, durante un viaggio in barca sul Nilo, di due personaggi provenienti probabilmente da un sobborgo nella periferia di Menfi: un ragazzo di nome Pepi e suo padre Zaru, detto anche Dua Khety. Zaru illustra al figlio i lati positivi, sia dal punto di vista economico che di prestigio sociale, nell'essere uno scriba, descrivendo ed esagerando in modo negativo le caratteristiche socio-lavorative degli altri mestieri e delle rispettive categorie di lavoratori. Dopo l'elenco dei mestieri, Zaru dà al figlio massime, insegnamenti e consigli generali per vivere al meglio la sua vita. Molto probabilmente, non si tratta di un dialogo realmente accaduto, ma di una finzione letteraria.
Esiste un dibattito ancora aperto sul fatto che l'opera sia seria e solenne o leggera e comica. Ogni editore moderno, infatti, ha dato una connotazione diversa all'opera, pur mantenendo una linea comune sul testo nella sua complessità. Wolfgang Helck, ad esempio, ha dato maggior peso alla parte seria e solenne del testo, mentre Simpson e Manzini hanno cercato di evidenziare quella satirica. L'opinione prevalente è in linea con i pareri di William Kelly Simpson e Giorgio Mario Manzini, ritenendo che l'opera sia stata concepita con l'obbiettivo principale di divertire e intrattenere il lettore.

## Composizione e testimoni
Il testo, risalente ad almeno venti secoli prima di Cristo, è composto da trenta capitoli e prende ispirazione da importanti e solenni componimenti quali Le istruzioni di Re Amenhamat I o  Le istruzioni di Ptahhoep, risalenti all'antico regno.
Non esistono autografi del testo ma si sono conservati circa 100 frammenti di copie risalenti alla XVIII e XIX dinastia del nuovo regno. I due frammenti di maggior rilievo, conosciuti come P. Sallier II e P. Anastasi VII, sono conservati al British Museum di Londra, mentre altri sono custoditi al Louvre, al museo egizio di Torino ed in altre sedi (come ad esempio la Piermont Morgan Library).
In età contemporanea sono state fatte diverse edizioni e traduzioni del testo. Tre egittologi che hanno tradotto ed analizzato la satira sono:
- Il tedesco Wolfgang Helck nel 1970.
- L'americano William Kelly Simpson, seguendo il lavoro iniziato da Helck.
- L'italiano Giorgio Mario Manzini nel 2014.

## I mestieri
La Satira dei mestieri è utile anche per conoscere, seppur indicativamente, i mestieri praticati al tempo della sua composizione. I mestieri indicati nel testo seguono uno schema preciso di ripartizione in sei terne, ognuna caratterizzante della categoria di attività. Si trovano in ordine le attività legate all'ambiente, poi quelle legate al benessere personale, per poi passare a quelle legate all'edilizia e ai lavori in cui è necessario spostarsi molto dalle abitazioni. Finiscono la sequenza di terne i mestieri legati al luogo geografico di appartenenza, quali l'uccellatore e il pescatore.
Nella tabella sottostante sono riportati anche i nomi dei mestieri traslitterati dalla grafia geroglifica originale da G. M. Manzini.
|                       | Nomi dei mestieri in lingua egizia | descrizione |
| --------------------- | ---------------------------------- | --- |
| Fabbro                | JMTY                               | "Le sue dita sono come artigli di coccodrillo, e puzza peggio delle uova del pesce". |
| Legnaiolo             | HMWW                               | "È più sfinito di un bracciante agricolo; il suo campo è il legname, l'aratro è la sua sgorbia, la sua fatica non ha fine."                                                                                  |
| Scalpellino           | MSWAAWT                            | "Ha le braccia esauste e ha perduto ogni forza. Resta lì seduto fino al tramonto, con le ginocchia ripiegate e la schiena curva."                                                                            |
| Barbiere              | XAQW                               | "Le sue braccia non riescono a stare ferme, poiché devono riempirgli la pancia: come l'ape, che si alimenta solo nella misura consentitale dal proprio lavoro".                                              |
| Cestaio               | BTYW                               | "Dopo che si è indaffarato più di quanto possano fare le sue braccia, le zanzare lo hanno punzecchiato, le mosche lo hanno succhiato ed è rimasto totalmente spossato".                                      |
| Vasaio                | J.QDW-NDS.T                        | "Sta sottoterra ancora da vivo. Razzola nella melma più dei porci, per aver terraglia da cuocere". |
| Muratore              | J.QDW-JNBW                         | "Il suo dorso brucia per le frustate che riceve. Sempre alle intemperie, oppresso dal vento". |
| Carpentiere           | MTRY                               | "Finito il suo lavoro, il cibo che porta a casa non (è sufficiente) per i figli". |
| Ortolano              | KARY                               | "Porta i secchi d'acqua due per volta, con un bilanciere sulle spalle, e la schiena gli si incurva. Sotto il peso, la nuca gli diventa tumefatta in modo ripugnante".                                        |
| Agricoltore           | AHWTY                              | "Eleva lamentazioni più alte di quelle di una gallina colorata; il suo grido stride peggio (di quello) dei corvi".                                                                                           |
| Tessitore             | QNWY                               | "Rimane chiuso nel suo locale, in una postura ancor più scomoda di quella di una donna partoriente". |
| Fabbricante di frecce | JRY-CUH.W                          | "Quanto gli costa il suo asino ha maggior valore dell'utile che gli dà". |
| Mercante              | SXXTY                              | "Va a compiere il suo itinerario di affari, dopo avere trasmesso i propri averi ai figli, temendo i leoni e gli asiatici".                                                                                   |
| Fuochista             | STNW                               | "Le sue dita sono sudicie; trasuda un odore cadaverico e ha gli occhi arrossati per l'intensità del fumo".                                                                                                   |
| Conciapelli           | TBW                                | "La cui sorte è realmente miserrima, non lo vedi se non reclinato sul bordo di una tinozza per conciare il cuoio".                                                                                           |
| Lavandaio             | RXTY                               | "Nessuna parte del corpo l'ha pulita, fintantoché abbia a che fare con sottane femminili (ancora) sudicie di mestruo".                                                                                       |
| Uccellatore           | WHAW.APD.W                         | "Quando gli stormi di uccelli gli volano dissopra, si mette a dire «Se avessi una rete!». Senonché, siccome la divinità non permette che l'abbia, resta disgustato per i limiti frapposti al suo desiderio". |
| Pescatore             | WHAW.RM.W                          | "Il suo mestiere è miserabile senza paragoni. Lavora in mezzo al fiume insieme ai coccodrilli". |

## Scribi

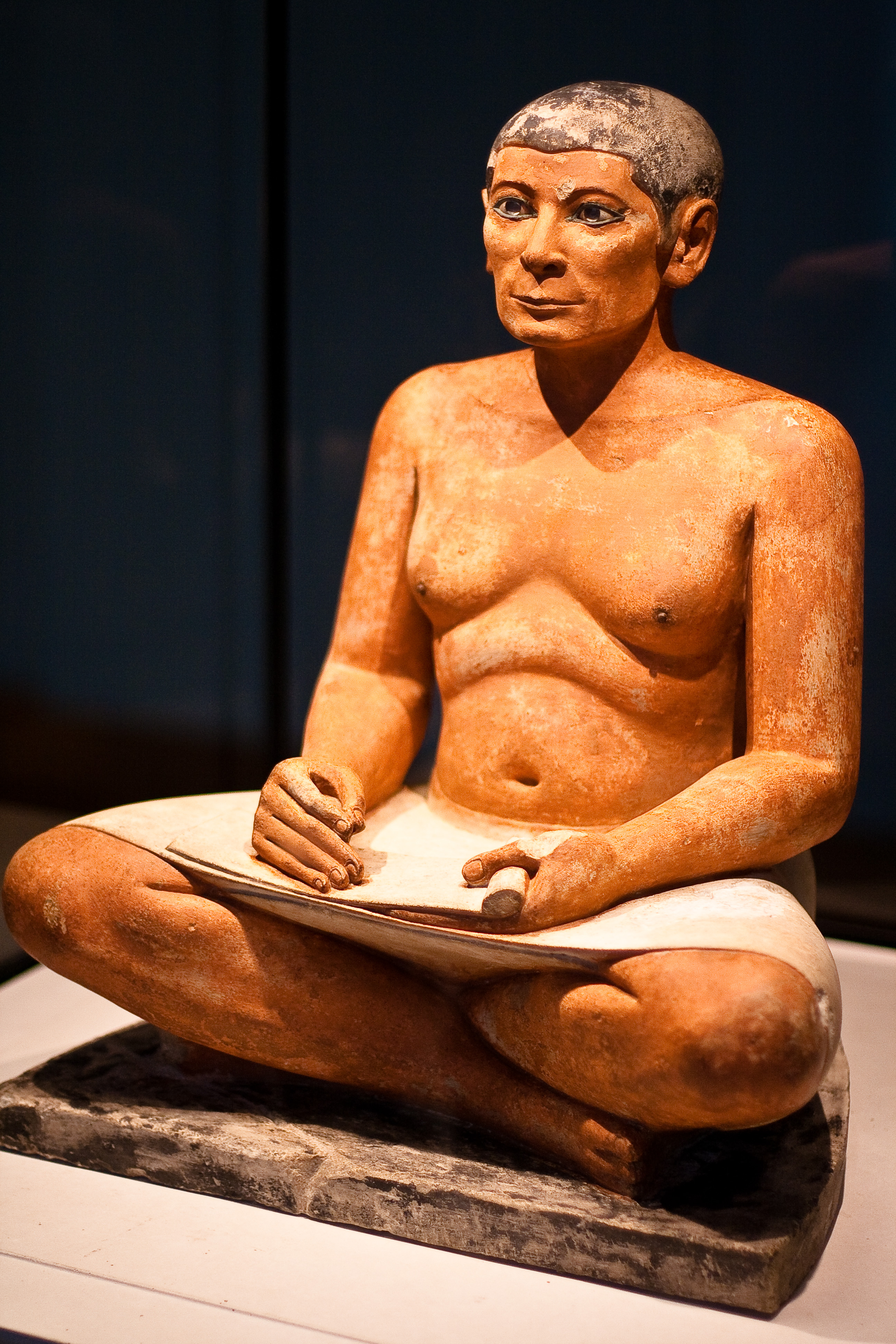
Lo Scriba rosso. Museo del Louvre, Parigi

Nella lista dei mestieri non è presente il gruppo sociale che rappresenta il fulcro di tutto il testo, quello degli scribi: funzionari responsabili del controllo di tutte le derrate alimentari, delle importazioni e delle esportazioni, del numero di capi di bestiame, di vino o altri prodotti che entravano nei magazzini.
Nell'Antico Egitto, essere uno scriba voleva dire godere di grande rilievo e prestigio. Il lavoro degli scribi era rispettato e la loro superiorità, anche a livello socio-culturale, si può notare dal tenore di vita descritto in quest'opera. Anche Zaru, che fa parte di questa categoria, esalta ed ammira la condotta morale e lavorativa degli scribi, che definisce, seppur con le problematiche gestionali e di responsabilità che ne conseguono, una strada sicura e rispettabile da intraprendere.
Come si legge nel testo, "gli scribi controllano tutto, prendine nota." La loro superiorità si ripercuote inevitabilmente anche negli scritti letterari dell'epoca. Essi rappresentano infatti l'unica categoria di lavoratori per la quale non vengono descritti tratti negativi o caricaturali inerenti al loro lavoro.

## Massime
Negli ultimi capitoli si assiste ad un radicale cambio di registro. Si passa infatti dalla pars destruens, l'analisi spietata dei diciotto mestieri, alla pars construens, in cui vengono dati a Pepi, ma implicitamente al lettore, avvertimenti e consigli su come essere un bravo scriba, o in generale, un bravo ragazzo. Si può notare che questi sono popolarmente conosciuti. Molti degli insegnamenti che si trovano in antichi brani appartenenti al genere di questo testo fungono infatti da base per concetti religiosi più moderni: ad esempio, "invoca la divinità a favore di tuo padre e tua madre", inserito come massima nella Satira, a seguito della traduzione del brano e della rielaborazione nei vari libri sacri, diventerà poi "onora il padre e la madre" nel Vecchio Testamento cristiano.
Quest'ultima parte di testo può essere racchiusa in 3 macroaree: 
1. famiglia: in molte società la figura della madre è di fondamentale importanza, come il legame tra essa ed i figli. Il primo insegnamento che riguarda l'ambito familiare consiglia infatti di non spergiurare su di essa.
2. obbedienza e rispetto delle regole sociali: viene mostrato come chi infranga le regole imposte non dovrebbe goderne ma anzi vergognarsene. Un altro consiglio elargito riguarda l'alimentazione e il modo di mangiare; come in un antico bon ton, infatti, si dice di non abbuffarsi quando si è sazi ma invece di usufruire del cibo in modo parsimonioso, senza eccessi.
3. scrittura ed istruzione: il nodo del testo riguarda il potere e l'importanza dell'istruzione, definita come una pietra. Si possono trovare due connotazioni diverse al significato di pietra:
  1. una fisica, intesa come base con cui costruire palazzi e monumenti, quindi in grado di edificare fisicamente la storia.
  2. una semantica. La pietra rimanda infatti a campi semantici omogenei come il sapere, il conoscere o l'avvalorare. Rappresenta quindi un modo per descrivere una situazione destinata a durare a lungo e legittimamente.

Un'altra similitudine caratteristica e di grande impatto è: “la scrittura è come una barca sull'acqua”, questa riguarda probabilmente la capacità della scrittura di trasmettere il sapere senza limiti di tempo, proprio come un'imbarcazione scorre liscia e inesorabile sull'acqua.